# Краљица Камила
Краљица Камила (енгл. Queen Camilla; Лондон, 17. јул 1947) је друга по реду супруга Чарлса III и тренутна је краљица Уједињеног Краљевства.
Пуно име јој је Камила Розмери Шанд (енгл. Camilla Rosemary Shand). Рођена је у породици мајора Бруса Шанда и Племените Розалинд Мод Кубит, ћерке лорда Ешкомба. Има брата Марка и сестру Анабел. Њена прабаба Алиса Фредерика Кепел била је љубавница Чарлсовог чукундеде краља Едварда VII. Године 1973. удала се за Ендруа Паркера Боулза, с којим има двоје деце. Тим браком се звала Камила Паркер Боулз (енгл. Camilla Parker Bowles). Њих двоје су се развели 3. марта 1995, након што је Чарлс, тада принц од Велса, признао јавности своју аферу са Камилом. Дана 10. фебруара 2005. објављено је да ће се Камила и Чарлс венчати. Венчање се одиграло 9. априла, исте године. Након венчања добила је титулу принцеза од Велса али је одлучила да је не користи већ је узела другу титулу свог супруга и ословљавали су је као војвоткиња од Корнвола. Разлог за одбијање прве титуле је Чарлсова прва супруга Дајана коју народ поистовећује са титулом принцезе од Велса.
По смрти краљице Елизабете Друге, постаје краљица Уједињеног Краљевства уз свог супруга, Чарлса III, краља Уједињеног Краљевства.

## Породица

### Родитељи
| име            | слика | датум рођења     | датум смрти   |
| -------------- | ----- | ---------------- | ------------- |
| Брус Шанд      |       | 22. јануар 1917. | 11. јун 2006. |
| Розалинд Кубит |       | 11. август 1921. | 14. јул 1994. |

### Први брак

#### Супружник
| име                | слика | датум рођења       |
| ------------------ | ----- | ------------------ |
| Ендру Паркер Боулз |       | 27. децембар 1939. |

- брак разведен 1995.

#### Деца
| име                     | слика | датум рођења       | супружник  |
| ----------------------- | ----- | ------------------ | ---------- |
| Том Паркер Боулз        |       | 18. децембар 1974. | Сара Бајс  |
| Лора Паркер Боулз Лопез |       | 1. јануар 1978.    | Хари Лопез |

### Други брак

#### Супружник
| име       | слика | датум рођења       |
| --------- | ----- | ------------------ |
| Чарлс III |       | 14. новембар 1948. |